# Марсе (Вьенна)
Марсе́ (фр. Marçay) — коммуна в департаменте Вьенна региона Пуату-Шарант на западе Франции.